# Shinnosuke Nakatani
Pour les articles homonymes, voir Nakatani.
Shinnosuke Nakatani (中谷 進之介, Nakatani Shinnosuke) est un footballeur japonais né le 24 mars 1996. Il évolue au poste de défenseur central.

## Biographie
Avec l'équipe du Japon des moins de 19 ans, il dispute le championnat d'Asie des moins de 19 ans en 2014. Lors de cette compétition, il inscrit un but contre le Viêt Nam. Le Japon atteint les quarts de finale du tournoi, en étant battu par la Corée du Nord.
En 2015, il participe à la Ligue des champions d'Asie avec le club du Kashiwa Reysol.